# 피아노 소나타 6번 (베토벤)
《피아노 소나타 6번 바장조, 작품 번호 10-2》는 루트비히 판 베토벤에 의해 쓰인 피아노 소나타로, 세 개의 소나타(5번, 6번, 7번)로 구성된 작품 번호 10 세트의 두 번째 작품이다.

## 개요
세 개의 소나타, 작품 번호 10 세트의 작곡 연도는 완전히 특정되어 있지는 않으나, 구스타프 노테봄의 연구에 따르면 1796년부터 1798년에 걸쳐 작성된 것으로 추정되고 있다. 초판은 1798년에 작품 번호 10으로 세 개의 작품이 모아져서 에데르 사를 통해 간행되었다. 세 개의 소나타는 모두 베토벤을 열심히 옹호한 안나 마가렛 폰 브로우네 백작부인에게 헌정되고 있다. 브로우네 백작부인은 작품 번호 10 세트 이외에도 브라니츠키의 발레 음악 《숲속의 아가씨 중 러시아 무곡 주제에 의한 열두 개의 변주곡, WoO 71》도 헌정받고 있지만, 1803년 5월 13일에 세상을 떠나게 되는데, 그녀의 죽음에 가슴 아파한 베토벤은 겔레트레의 시를 기반으로 한 《여섯 개의 가곡, 작품 번호 48》을 그녀의 남편으로 그의 후원자이기도 한 요한 게오르그 폰 브로우네 백작에게 헌정하고 있다.
작품 번호 70 세트의 세 개의 소나타는 하나의 세트로 출판되었지만, 내용적으로는 각각이 뛰어난 특징을 갖고 있다. 세트 내에서 두 번째 소나타인 이것은 경쾌한 어조로 쓰여있으며, 형식적으로는 제4악장의 소나타에서 완서악장을 제외한 세 개의 악장으로 구성된다. 완서악장의 생략은 베토벤의 작품에서는 진귀한 것이 아니고, 이 작품 이후로도 계속 연구되어 후년의 걸작의 탄생으로 연결되어 간다. 이 작품이 내포한 풍부한 유머의 유래에는 작곡자가 가르침을 받든 요제프 하이든의 존재가 지적되지만, 스승의 영향에 덧붙여 만전하게 발휘된 베토벤 자신의 개성도 이 피아노 소나타에 나타나 있다.

## 악장 구성

### 제1악장. 알레그로
2/4 박자, 바장조, 소나타 형식.
3/4 박자, 라장조. 소나타 형식.
두 개의 화음과 이에 응답하는 턴적 음형의 첫 번째 주제로 밝게 시작된다. 주제의 후반은 기복이 있는 호흡의 긴 선율이다(악보1).
악보1
악보1에 따른 경과가 놓이지만 충분히 화성적 준비를 마치지 않은 채 다장조의 제2주제가 제시된다(악보2).
악보2
가장조가 되어 3연부의 반주 위에 선행하는 성부를 모방하면서 진행되는 에피소드가 삽입되고, 이어서 악보3의 다장조 주제가 나타나 변주된다.
악보3
악보1의 턴풍 음형이 나타나면 곧 코데타에 이르고, 악보3에서 파생된 리듬에 의해 다장조의 주음-속음-주음의 3음이 울려 제시부가 연결된다. 제시부의 반복이 끝나면 비교적 규모가 큰 전개부가 막을 열고, 제시부 결미의 3음이 반복되는 가운데 성대를 교대하면서 3연부의 음형이 대위법적으로 얽힌다. 중앙에 신규 악상을 배치하지만 다시 3음의 대위법적 전개로 되돌아가고, 이윽고 3연음이 끊기고 잠잠해지면 페르마타를 붙인 휴부가 놓인다. 중단을 사이에 두고 시작되는 재현부는 매우 유머러스하고 특이한 형식으로 되어 있으며, 우선 악보1이 주조가 아닌 라장조로 재현된다. 그러나 제1주제의 첫머리 부분을 이용한 추이를 거쳐 마장조로 돌아와 다시 제1주제의 후반 악절을 연주한다. 두 번째 주제는 이와 직결되어 마장조로 재현되며, 악보3을 포함한 에피소드가 뒤를 잇는다. 마지막은 코다 없이 종료되어 있으며 전개부와 재현부에 반복의 지시가 있다.

### 제2악장. 알레그레토
3/4 박자, 바단조.
명시되지 있지 않지만 실질적으로 스케르초에 해당한다. 당초의 구상은 미뉴에트와 트리오였다고 한다. 파울 베커 등은 이 악장이 베토벤의 후년의 걸작을 예감시키는 내용을 가지고 있다고 평가하고 있다.
악보4
유니즌이 악보4를 연주하여 시작된다. 스포르찬도가 특징적인 5도 음정의 카논에 의한 에피소드를 사이에 두고 악보4가 회귀하지만, 여기에서도 왼손이 카논의 요령으로 더해진다. 중간부는 내림라조를 취해 온화하게 시작되지만(악보5), 베토벤의 특징적인 스포르찬도가 다용되어 결코 평탄하지 않다.
악보5
왼손에 나오는 음형이 움직임을 주고, 조금 전개되면 악보5의 변형이 회귀하여 최약음으로 가라앉아 간다. 이후 악보4로 돌아오지만, 여기서는 신코페이션을 이용하거나 선율을 변경하는 등 제1부와의 변화를 보이고 있다. 최후는 포르테에서 화음이 울려퍼져 강력한 막을 내린다.

### 제3악장. 프레스토
2/4 박자, 바장조, 단일 재료로 이루어진 소나타 형식.
하이든식 장난기와 바흐식 대위법을 겸비한 악장으로 꼽히지만, 그 음악에는 베토벤의 개성이 짙게 배어 있다. 우선은 주제에 성부가 순차적으로 응답하여 푸가를 연상시키는 형태로 시작한다(악보6).
악보6
제2주제에 해당하는 소재는 다장조로 나오는 악보7이지만, 이는 악보6에서 이끌어져 있기 때문에 새로운 주제라고 하는 것은 아니다. 또한 코데터의 기능도 가지고 있으며, 악보7의 제시로 제시부가 종료된다.
악보7
제시부의 반복을 마치고 내림가장조의 유니즌으로 시작하는 전개부에서는 우선 제1주제가 다뤄져 대위법적으로 발전한다. 이어서 악보7이 라장조로 연주되는 동안 점차 음량을 늘려 포르테시모에 도달한다. 여기서부터가 재현부이며, 처음으로 저음에서 나오는 악보6과 고음에서의 16분음표의 급속한 움직임이 어지럽게 성부를 계속 교체한다. 이어지는 경과 부분이 숨이 긴 크레센도를 형성하는데 급격하게 잠잠해지면 마장조로 악보7의 재현이 된다. 마지막은 간결하면서도 화려한 코다를 두고 전곡을 연결하고 있다. 덧붙여 전개부 이하를 반복하도록 지시되어 있다. 도널드 프랜시스 토비는 이 악장을 연주할 때 결코 서두르지 말라고 주의를 촉구하고 있다.

### 내용주
1. ↑  "TROIS SONATES pour le Clavecin ou Piano Forte"[4]